# Алёшинский сельсовет (Мытищинский район)
Алёшинский сельсовет — упразднённая административно-территориальная единица, существовавшая на территории Московской губернии и Московской области до 1959 года.
Алёшинский с/с был образован в первые годы советской власти. По данным 1918 года он входил в состав Софринской волости Дмитровского уезда Московской губернии.
13 октября 1919 года Софринская волость была передана в Сергиевский уезд.
В 1927 году из Алёшинского с/с был выделен Балабановский с/с.
В 1926 году Алёшинский с/с включал село Алёшино, деревни Балабаново, Кстинино, Ординово, Хлопенево, Чернозёмово и Якшино.
В 1929 году Алёшинский с/с вошёл в состав Пушкинского района Московского округа Московской области. При этом к нему были присоединены Балабановский и Бортневский с/с.
20 мая 1930 года из Ассауровского с/с Дмитровского района в Алёшинский с/с было передано селение Горохово.
20 августа 1930 года из Алёшинского с/с в Бортневский было передано селение Бортнево.
17 июля 1939 года к Алёшинскому с/с было присоединено селение Бортнево упразднённого Бортневского с/с.
10 апреля 1953 года из Алёшинского с/с в Майский было передано селение Бортнево.
14 июня 1954 года к Алёшинскому с/с был присоединён Тишковский с/с.
6 декабря 1957 года Пушкинский район был упразднён и Алёшинский с/с был передан в Мытищинский район.
31 июля 1959 года Алёшинский с/с был упразднён. При этом селения Алёшино, Балабаново, Горохово, Ординово, Хлопенево, Чернозёмово и Якшино были переданы в Первомайский с/с, а селения Белозеры, Кстинино, Марьина Гора, Михалёво и Тишково — в Матюшинский с/с (переименованный при этом в Степаньковский).